# Карниз (озеро)
Карниз — озеро на территории Муезерского городского поселения Муезерского района Республики Карелии.

## Общие сведения
Площадь озера — 1,1 км². Располагается на высоте 234,6 метров над уровнем моря.
Форма озера продолговатая: оно вытянуто с северо-запада на юго-восток. Берега каменисто-песчаные, местами заболоченные.
Из озера вытекает водоток без названия, втекающий с левого берега в реку Муезерку, впадающую в реку Чирко-Кемь.
К западу от озера проходит автодорога местного значения 86К-176 («Тикша — Реболы»).
Код объекта в государственном водном реестре — 02020000911102000005209.